# Список монастирів України
У список включені монастирі України — як втрачені, так і діючі.

## Вінницька область

### Католицизм
- Римо-католицька церква:
  - Кармелітський монастир (Бар)
- Українська греко-католицька церква:
  - Василіянський монастир Різдва святого Івана Хрестителя (Бар)

### Православ'я
- Православна церква України:
  - Свято-Феодорівський чоловічий монастир
- Українська православна церква :
  - Браїлівський Свято-Троїцький жіночий монастир
  - Гранівський Свято-Успенський чоловічий монастир
  - Немирівський Свято-Троїцький Ставропігійний жіночий монастир
  - Спасо-Преображенський чоловічий монастир
  - Свято-Усікновенський скельний чоловічий монастир
  - Шаргородський Свято-Миколаївський чоловічий монастир

## Волинська область
- Українська православна церква :
  - Святогорський Успенський Зимненський ставропігійний монастир
  - Межиріцький монастир
  - Миколаївський монастир
  - Низкиницький чоловічий монастир Успіння Пресвятої Богородиці
  - Петропавлівський монастир
  - Свято-Стрітенський Михнівський жіночий монастир
  - Свято-Троїцький Старосільський жіночий монастир
  - Свято-Хрестовоздвиженський Чарторийський чоловічий монастир
  - Скит Різдва святого пророка і Хрестителя Господнього Іоанна Предтечі
- Православна церква України
  - Жидичинський Свято-Миколаївський монастир
  - Монастир Різдва Христового (Володимир)
- Недіючі монастирі:
  - Загорівський монастир
- Українська греко-католицька церква:
  - Василіянський монастир святого Йосафата (Володимир-Волинський)
  - Василіянський монастир святого Василія Великого (Луцьк)

## Дніпропетровська область
- православні:
  - Свято-Миколаївський Самарський пустинний чоловічий монастир
  - Свято-Вознесенський жіночий монастир
  - Святого Йосипа Обручника жіночий монастир
  - Свято-Знаменський жіночий монастир
  - Свято-Тихвинський жіночий монастир
  - Тернівський Свято-Вознесенський монастир

## Донецька область
- православні:
  - Свято-Успенська Святогірська Лавра
  - На честь Касперівської ікони Божої Матері жіночий монастир
  - Свято-Василівський чоловічий та Свято-Микільський жіночий монастирі
  - Свято-Іверський жіночий монастир
  - Свято-Сергієвський жіночий монастир
  - Свято-Успенський Миколо-Василівський монастир
- Українська греко-католицька церква:
  - Василіянський монастир Пресвятого Серця Христового (Званівка)

## Житомирська область
- православні:
  - Житомирський жіночий монастир святої Анастасії Римлянини
  - Преображенський Тригірський чоловічий монастир
  - Овруцький Свято-Василівський монастир
  - Городницький Свято-Георгіївський Ставропігійний монастир
  - Чоловічий монастир Казанської ікони Божої матері (урочище Кип'яче, с. Чоповичі Малинського району)
- римо-католицькі:
  - Монастир Кармелітів Босих (Бердичів)
- колишні (не діючі):
  - Любарський Свято-Георгіївський монастир
  - Любарський домініканський монастир

## Закарпатська область
- Мукачівська греко-католицька єпархія:
  - Василіянський монастир святого Миколая (Малий Березний)
  - Василіянський монастир святого Михаїла (Імстичово)
  - Василіянський монастир святого Миколая (Мукачеве)
  - Василіянський монастир Благовіщення Пресвятої Богородиці (Бороняво)
  - Чоловічий монастир «Собору Пресвятої Богородиці» (Джублик)
- Українська православна церква (Московський патріархат):
  - Архангело-Михайлівський чоловічий монастир
  - Іоанно-Предтеченський жіночий монастир
  - Казанської ікони Божої Матері чоловічий монастир
  - Кирило-Мефодіївський жіночий монастир
  - Свято-Введенський жіночий монастир
  - Свято-Вознесенський жіночий монастир
  - Свято-Іоанно-Богословський жіночий монастир
  - Свято-Миколаївський монастир
  - Свято-Миколаївський монастир (Карповтлаш)
  - Свято-Успенський жіночий монастир
  - Свято-Пантелеймонівський чоловічий монастир
  - Свято-Покровський чоловічий монастир
  - Серафима Саровського жіночий монастир
  - Свято-Сергієва Пустинь
  - Свято-Стефанівський чоловічий монастир
  - Свято-Троїцький чоловічий монастир
  - Чоловічий монастир «Перь» на честь великомученика Іоанна Сочавського
- Римо-католицька церква:
  - Жіночий монастир Домініканського ордену Блаженної Імельди 
  - Монастир дочок християнської Любові Св.Вікентія де Поль
  - Монастир конгрегації дочок святого Франциска Ассізького

## Запорізька область
- православні:
  - Монастир святого Сави Освяченого
  - Свято-Єлизаветинський жіночий монастир
  - Свято-Успенський жіночий монастир
  - Свято-Михайлівський монастир

## Івано-Франківська область
|    | Назва                                                        | Приналежність                      | Тип                | Розташування                     |
| -- | ------------------------------------------------------------ | ---------------------------------- | ------------------ | -------------------------------- |
| 1  | Голинський Свято-Благовіщенський монастир                    | Православна церква України         | чоловічий монастир | с. Голинь Калуський район        |
| 2  | Манявський Хресто-Воздвиженський монастир                    | Православна церква України         | чоловічий монастир | с. Манява Богородчанський район  |
| 3  | Угорницький Спасо-Преображенський монастир                   | Православна церква України         | чоловічий монастир | с. Угорники Коломийський район   |
| 4  | Василіянський монастир Преображення Господнього              | Українська греко-католицька церква | чоловічий монастир | с. Гошів Калуський район         |
| 5  | Василіянський монастир Преображення Господнього              | Українська греко-католицька церква | чоловічий монастир | с. Дземброня Верховинський район |
| 6  | Василіянський монастир Успіння Пресвятої Богородиці          | Українська греко-католицька церква | чоловічий монастир | с. Погоня Тисменицький район     |
| 7  | Василіянський монастир Царя Христа                           | Українська греко-католицька церква | чоловічий монастир | м. Івано-Франківськ              |
| 8  | Монастир Різдва Пресвятої Богородиці сестер Пресвятої Родини | Українська греко-католицька церква | жіночий монастир   | с. Гошів                         |
| 9  | Монастир Покрови пресвятої Богородиці                        | Православна церква України         | жіночий монастир   | м. Городенка                     |
| 10 | Контемплятивний монастир Святої Софії Премудрості Божої      | Українська греко-католицька церква | жіночий монастир   | м. Бурштин                       |
| 11 | Свято-покровський монастир                                   | Українська греко-католицька церква | чоловічий монастир | с. Закерничне                    |
| 12 | Монастир Згромадження Воплоченого Слова (будується)          | Українська греко-католицька церква | чоловічий монастир | с. Єзупінь                       |

## КиївтаКиївська область
- православні
  - Андріївський (Янчин) православний жіночий монастир
  - Введенський монастир (Київ)
  - Видубицький монастир (Київ)
  - Вознесенський монастир (Переяслав)
  - Гнилецький монастир
  - Голосіївська пустинь (Київ)
  - Звіринецький монастир (Київ)
  - Йорданський Миколаївський жіночий монастир
  - Києво-Братський Богоявленський монастир
  - Києво-Печерська лавра (Київ)
  - Китаївська пустинь (Київ)
  - Кловський монастир
  - Межигірський монастир
  - Михайлівський Золотоверхий монастир (Київ)
  - Михайлівський монастир (Переяслав)
  - Покровський монастир (Київ)
  - Преображенський монастир (село Княжичі Київської області)
  - Різположенський монастир (Томашівка)
  - Свя́то-Микола́ївський чоловічий монасти́р
  - Спасо-Преображенський Нещерівський монастир
  - Свято-Троїцький Іонінський монастир (Київ)
  - Ніколо-Тихвинський монастир (Київ)
  - Флорівський монастир (Київ)
- Українська греко-католицька церква:
  - Василіянський монастир святого Василія Великого (Київ)

## Крим
- вірменські
  - Монастир Сурб Хач
- православні
  - Монастир на честь Успіння Пресвятої Богородиці в Бахчисараї (чоловічий)
  - Монастир в ім'я святого апостола Климента в Інкермані (чоловічий)
  - Катерлезький монастир в ім'я великомученика Георгія в с. Войкове під м. Керч (жіночий)
  - Монастир в ім'я святителя Стефана Сурозького під м. Судак (чоловічий)
  - Монастир в ім'я святих безсрібників Косми і Даміана в м. Алушта (чоловічий)
  - Монастир в ім'я святої Параскеви в с. Навчальний (Верхня Тополівка) (жіночий)
  - Монастир в ім'я Святої Трійці в м. Сімферополь (жіночий)
  - Балаклавський Свято-Георгіївський монастир (чоловічий)
- суфійські
  - Текіє дервішів (Євпаторія)

## Луганська область
- православні
  - Монастир Преподобного Сергія Ігумена Радонезького в м. Кремінна (чоловічий)
  - Свято-Скорб'ященський монастир у м. Старобільськ (жіночий)
- баптистські
  - Монастир Святого Іоанна в с. Чугинка, Щастинського району, Луганської області (чоловічий)

## Львівська область
- недіючі римсько-католицькі:
  - Монастир бенедиктинок (Львів)
  - Монастир бернардинців (Львів)
  - Монастир боніфратрів (Львів)
  - Монастир бригідок (Львів)
  - Монастир домініканців (Жовква)
  - Монастир йосифіток (Львів)
  - Монастир домініканців (Львів, площа Музейна)
  - Монастир домініканців (Львів, вулиця Бандери)
  - Монастир єзуїтів (Львів)
  - Монастир капуцинів (Львів)
  - Монастир кармелітів босих (Львів, вулиця Винниченка)
  - Монастир кармелітів босих (Львів, вулиця Персенківка)
  - Монастир кармелітів взутих (Львів)
  - Монастир кармеліток босих (Львів, вулиця Винниченка)
  - Монастир кармеліток босих, пізніше — францисканок (Львів, вулиця Лисенка)
  - Монастир кармеліток босих (Львів, вулиця Чупринки)
  - Монастир кармеліток взутих (Львів)
  - Монастир капуцинів, пізніше — францисканців (Львів)
  - Монастир реформатів (Львів)
  - Монастир сакраменток (Львів)
  - Монастир Святого Серця (Львів)
  - Монастир Святої Терези (Львів)
  - Монастир театинців (Львів)
  - Монастир тринітаріїв (Львів)
  - Монастир францисканок (Львів)
  - Монастир францисканців (Львів, вулиця Театральна)
  - Монастир шариток (Львів)
- Українська греко-католицька церква:
  - Василіянський монастир святого Онуфрія (Добромиль)
  - Василіянський монастир святих апостолів Петра і Павла (Дрогобич)
  - Василіянський монастир Різдва Христового (Жовква)
  - Василіянський монастир святого Миколая (Крехів)
  - Василіянський монастир святого Онуфрія (Лаврів)
  - Василіянський монастир святого Онуфрія (Львів)
  - Василіянський монастир Благовіщення Пресвятої Богородиці (Підгірці)
  - Василіянський монастир святого Юрія (Червоноград)
  - Василіянський монастир Вознесіння Господнього (Золочів)
  - Василіянський монастир святого Йосифа (Брюховичі)
  - Студитський монастир Походження Древа Хреста Господнього (Підкамінь)
  - Монастир ордену «Мілес Єзу» (Львів)
  - Монастир редемптористів (Львів)
  - Монастир Святого Альфонса (Львів)
  - Монастир студитів (Унів)
- вірмено-католицькі:
  - Монастир вірменських бенедиктинок (Львів)
  - Монастир вірменських василіанок (потім — місіонерів)
- православні:
  - Свято-Преображенський жіночий монастир (Львів)

## Миколаївська область
- Свято-Михайлівський Пелагеївський жіночий монастир

## Одеська область
Православні (див. також Одеська єпархія):
- Іверський монастир (Одеса)
- Іллінський монастир (Одеса)
- Пантелеймонівський монастир (Одеса)
- Преображенський монастир (село Борисівка)
- Свято-Костянтино-Еленінський монастир (Ізмаїл)
- Свято-Михайлівський монастир (Одеса)
- Свято-Миколаївський монастир (Ізмаїл)
- Свято-Різдво-Богородичний монастир (село Олександрівка)
- Свято-Успенський монастир (Одеса)
- Пасицельський монастир (Пасицели)

## Полтавська область
Православні (див. також Полтавська єпархія):
- Великобудищанський Свя́то-Тро́їцький (Преображе́нський) монасти́р
- Нехворощанський монастир Успіння Пресвятої Богородиці
- Покровський монастир (Полтава)
- Пушкарівський Вознесенський монастир
- Спасо-Преображенський Мгарський монастир
- Хрестовоздвиженський монастир (Полтава)
- Різдва Богородиці Козельщинський монастир
- Сокільський Преображенський монастир

## Рівненська область
- Георгіївський на Козацьких Могилах
- Корецький монастир (Корець)
- Дерманський монастир (Дермань Друга)
- Межирецкій монастир (Межирічі)
- Белевський монастир (Білівські хутора)
- Свято-Покровський монастир (Гоща)
- Свято-Георгіївський подвір'я (Рівне)
- Свято-Миколаївський Городоцький жіночий монастир
- Скит Святої Праведної Анни (Онишковци)
- Хрестовоздвиженський монастир (Дубно)
- Монастир кармеліток взутих (Дубно)

## Сумська область
- Охтирський Свято-Троїцький монастир
- Гамаліївського Харлампієв монастир
- Глинська пустинь
- Мовчанський монастир
- Софроніївський монастир

## Тернопільська область
|    | Назва                                                 | Приналежність                      | Тип                | Розташування                     |
| -- | ----------------------------------------------------- | ---------------------------------- | ------------------ | -------------------------------- |
| 1  | Василіянський монастир Чесного Хреста Господнього     | Українська греко-католицька церква | чоловічий монастир | м. Бучач                         |
| 2  | Василіянський монастир Різдва Пресвятої Богородиці    | Українська греко-католицька церква | чоловічий монастир | с. Улашківці                     |
| 3  | Василіянський монастир Преображення Господнього       | Українська греко-католицька церква | чоловічий монастир | м. Чортків                       |
| 4  | Загаєцький монастир                                   | Українська православна церква      | чоловічий монастир | с. Великі Загайці Шумський район |
| 5  | Краснопущанський монастир отців Василіян              | Українська греко-католицька церква | чоловічий монастир | с. Краснопуща                    |
| 6  | Почаївська лавра                                      | Українська православна церква      | чоловічий монастир | м. Почаїв                        |
| 7  | Свято-Духівський Почаївський монастир                 | Українська православна церква      | чоловічий монастир | м. Почаїв                        |
| 8  | Монастир Ордену босих кармелітів Пресвятої Діви Марії | Римо-католицька церква             | чоловічий монастир | м. Чортків                       |
| 9  | Богоявленський Кременецький жіночий монастир          | Українська православна церква      | жіночий монастир   | м. Кременець                     |
| 10 | Монастир Різдва Пресвятої Богородиці (францісканців)  | Українська греко-католицька церква | чоловічий монастир | м. Тернопіль                     |

## Харківська область
Православні:
- Покровський монастир (Харків)
- Зміївський монастир
- Ку́рязький Преображе́нський монасти́р
- Борисо-Глібський монастир (Водяне)
- Архангело-Михайлівський монастир (Лозова)
- Фомовскій Успенсько-Серафимівський жіночий монастир
- Хороші́вський Вознесе́нський православний жіночий монастир

Римо-католицька церква:
- Монастир кармеліток босих (Покотилівка)

Українська Греко-Католицька Церква:
- Василіянський монастир Покрови Пресвятої Богородиці (Покотилівка)

## Херсонська область
Православні:
- Свято-Григорівський Бізюків чоловічий монастир

Українська греко-католицька церква:
- Василіянський монастир святого Володимира Великого (Херсон)

## Хмельницька область
Православні:
- Свято-Троїцький жіночий монастир
- Бакотський Михайлівський печерний монастир
- Полонський монастир

Римо-католицька церква:
- Монастир Капуцинів (Старокостянтинів)

Українська греко-католицька церква:
- Василіянський монастир Пресвятої Трійці (Кам'янець-Подільський)

## Черкаська область
Українська православна церква (Московський патріархат):
- Жіночий монастир на честь ікони Божої Матері «Ігуменя Афонської Гори»
- Свято-Георгіївський жіночий монастир
- Свято-Онуфріївський чоловічий монастир (Чубівка)
- Свято-Онуфріївський чоловічий монастир (Гарбузин)
- Свято-Троїцький Мотронинський жіночий монастир
- Свято-Миколаївський Лебединський жіночий монастир
- Свято-Покровський Красногірський жіночий монастир
- Черкаський Свято-Різдво-Богородичний чоловічий монастир

Недіючі монастирі:
- Медведівський Миколаївський монастир
- Трахтемирівський монастир

## Чернівецька область
- Свято-Іоано-Богословський монастир (Монастир «Хрещатик»)
- Свято-Миколаївський чоловічий монастир «Галиця»
- Різдва Пресвятої Богородиці чоловічий монастир «Гореча»
- Свято-Аннинський жіночий монастир Аннина гора

## Чернігівська область
- Густи́нський Свято-Троїцький монастир
- Єлецький монастир
- Ладанський Покровський монастир
- Спасо-Преображенський Новгород-Сіверський чоловічий монастир
- Троїце-Іллінський монастир
- Домницький монастир  Різдва Пресвятої Богородиці
- Крупицький монастир
- Данівський Свято-Георгіївський жіночий монастир
- Свято-Миколаївський Пустинно-Рихлівський монастир
- Кербутівський (Новомлинський) монастир